# Комяк, Ядвига Францевна
Ядвига Францевна Комяк (род. 8 февраля 1950, Минск) — белорусский учёный, доктор медицинских наук (1993), профессор.

## Биография
Родилась 8 февраля 1950 года в городе Минске в семье служащих.
Окончила педиатрический факультет Минского государственного медицинского института по специальности «Педиатрия» (1973), интернатуру (1974), работала врачом-педиатром в Минске.
С 1977 по 1979 годы училась в клинической ординатуре кафедры факультетской педиатрии МГМИ, по окончании которой работала на кафедрах факультетской педиатрии, пропедевтики детских болезней, поликлинической подготовки (с 1994 по 1997 годы заведовала курсом поликлинической педиатрии в составе кафедры).
В 1983 году защитила кандидатскую диссертацию на тему: «Факторы предрасположенности и показателя липидного обмена, иммунной реактивности у детей с патологией билиарной системы», а в 1993 году — докторскую диссертацию «Патогенетической основы терапевтической коррекции и реабилитации при билиарной патологии у детей». С 1996 по 2003 годы — главный специалист Министерства здравоохранения Республики Беларусь. Член экспертного Совета высшей аттестационной комиссии Республики Беларусь с 1995 по 2000 год.
С 2006 года работает в Белорусском государственном педагогическом университете профессором кафедры основ медицинских знаний. Автор свыше 170 научных и научно-методических работ, в том числе двух монографий, 18 учебных и учебно-методических пособий, одного учебно-методического комплекса, а также многочисленных публикаций в журналах. Подготовила двоих кандидатов наук.
Награждена знаком «Отличник здравоохранения» Министерства здравоохранения СССР, серебряной и золотой медалями «За высокие достижения в науке», многочисленными грамотами.

## Научная деятельность

### Научные интересы
Этиопатогенетические, лечебные, реабилитационные и профилактические аспекты хронической патологии пищеварительного тракта у детей, особенности липидного, углеводного обменов у здоровых детей и детей с патологией. Значение бактериальной аллергии в развитии заболеваний желчевыводящих путей у детей. Наследственные и окружающих факторы предрасположенности к заболеваниям билиарного тракта у детей. Характеристика иммунной реактивности при хронической патологии пищеварительного тракта, при билиарной патологии у здоровых детей.

### Основные публикации
1. Уход за детьми. Мн., 1988;
2. Юридические, медицинские, морально-этические проблемы борьбы за проституцией. Мн., 1996. (в соавт.);
3. Юридические, педагогические и медицинские аспекты проблемы проституции. Мн., 2000 (соавт.);
4. Динамическое наблюдение детского населения Республики Беларусь. Мн., 2000. (в соавт.);
5. Поликлинических педиатрия Мн., 2001;
6. Детская гастроэнтерология Мн., 2001;
7. Организация амбулаторной помощи детям Мн., 2002;
8. Здоровый ребёнок Мн., 2003.;
9. Наркомания и наркотрафик (юридические, медицинские и психологические аспекты. Мн., 2010;
10. Охрана населения и объектов от ЧС. Радиационная безопасность. Мн., 2011. (в соавт.);
11. Основы педиатрии и гигиены детей раннего и дошкольного возраста Мн., 2013;
12. Охрана населения и объектов от ЧС. Радиационная безопасностью. Мн., 2013 (в соавт);
13. Иммуномоделирующие микроэлементы в жизнедеятельности человека. Минск «Тирас-Н», 2013;
14. Минеральные вещества в жизнедеятельности человека. Минск, «Зималетто», 2012;
15. Основы педиатрии. БГПУ, 2014;
16. Защита населения и объектов от чрезвычайных ситуаций. БГПУ, 2013;
17. Влияние микроэлементов на организм человека. Минск «Тирас-Н», 2014;
18. Безопасность жизнедеятельности человека. БГПУ, 2014.